# 177 Irma
177 Irma је астероид главног астероидног појаса са пречником од приближно 73,22 km.
Афел астероида је на удаљености од 3,427 астрономских јединица (АЈ) од Сунца, а перихел на 2,106 АЈ.
Ексцентрицитет орбите износи 0,238, инклинација (нагиб) орбите у односу на раван еклиптике 1,391 степени, а орбитални период износи 1681,143 дана (4,602 године).
Апсолутна магнитуда астероида је 9,49 а геометријски албедо 0,052.
Астероид је откривен 5. новембра 1877. године.